# Dione (titànide)

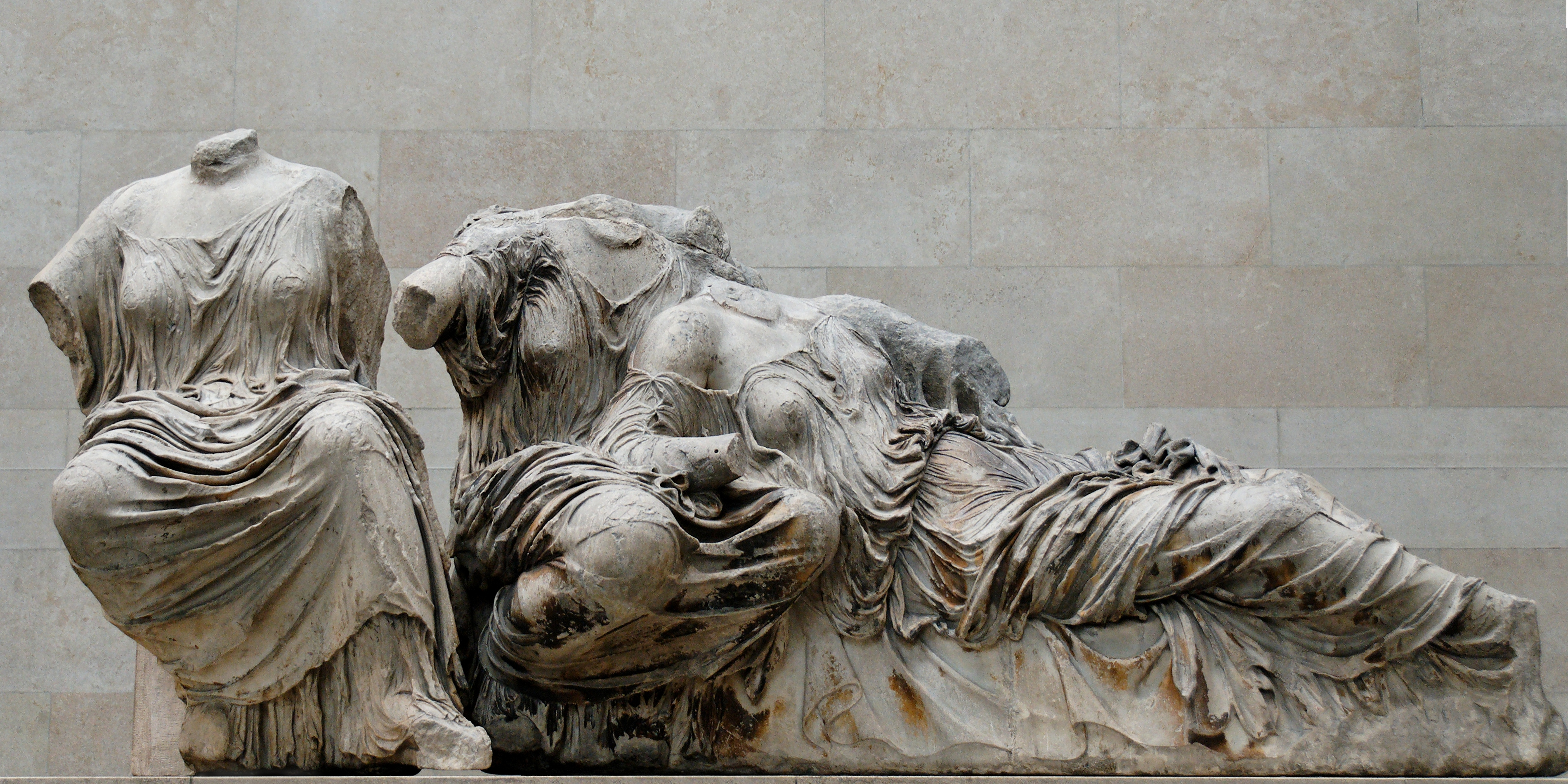
Hèstia, Dione i Afrodita, escultura del 435 aC, conservada al Museu Britànic de Londres.

Dione (en grec: Διώνη) era una antiga deessa grega, de l'època dels titans, esmentada per primera vegada al llibre V a la Ilíada, on és la qui té cura de les ferides de la seva filla Afrodita. En un altre escrit es diu que era una esposa de Zeus, una deessa oracular i fins i tot una oceànide. Cal no confondre-la amb la nimfa Dione i altres personatges mitològics del mateix nom.

## El nom
El seu nom és la forma femenina del genitiu de la paraula Δίως (Díos, «de Zeus»). Va ser un apel·latiu emprat amb altres divinitats femenines: una nimfa filla d'Atles, i Baaltis, una filla d'Urà. Per ser Afrodita, filla seva, se l'anomenava Dionaea. Segons Károly Kerényi el seu nom tindria el mateix origen etimològic que la deessa romana Diana, que li donaria un significat de «deessa del cel diürn» .
Aplicant la lectura de Ventris i Chadwick, s'ha pogut llegir en una tauleta d'argila, la paraula escrita en sistema lineal B Di-u-ja, que podria correspondre a Dione, entesa com una parella de Zeus.

## Culte
En època d'Estrabó, Dione era venerada en un bosc sagrat que hi havia a prop de Leprèion a la costa oest del Peloponès. Era també venerada com a consort als temples de Zeus, en especial a l'oracle de Dodona, ja que potser fos la consort original segons les arrels indoeuropees d'aquest déu. Heròdot va escriure que aquest era l'oracle més antic de tota Grècia i va narrar dues llegendes que explicaven la seva creació. La primera li havien contat uns sacerdots de la Tebes egípcia: li van dir que dues sacerdotesses havien sigut segrestades pels pirates fenicis, una l'havien venut a Líbia i l'altra a Dodona, i en aquests llocs van continuar fent els ritus que acostumaven a fer i les seves profecies. L'altra història li havien contat les sacerdotesses de Dodona, que asseguraven que dos coloms negres havien volat cap a Líbia i Dodona on van impulsar que es construís un oracle dedicat a Zeus.Heròdot i Homer consideraven a Zeus la principal deïtat del lloc, però alguns acadèmics han proposat que en els temps més antics el culte podia haver estat centrat en la Deessa de la Terra, potser la primitiva Dione.
En l'escultura del fris del gran altar de Pèrgam, construït al segle ii, Dione és una de les figures del cantó oest del fris de la paret nord i el seu nom està inscrita a sota, les figures que l'envolten són Afrodita i altres déus olímpics. Aquest lloc és el que li correspon com a primogènita d'Urà i Gaia (segons la llegenda Homèrica), però que entra en contradicció amb la teoria proposada per Erika Simon que diu que aquest altar seguia l'organització d'Hesíode. La possible identificació d'una figura a la banda est del frontó del Partenó també la situaria com a filla d'Urà i Gaia.

## Literatura
Les diferents versions literàries són tan diferents que no fan possible una mitologia coherent.
Homer
Al llibre V de la Ilíada, durant el darrer any de la guerra de Troia, la deessa de l'amor Afrodita va provar de salvar el seu fill Enees de la ira de l'heroi grec Diomedes igual com havia fet abans amb Paris protegint-lo en el seu combat contra Menelau al llibre III. Diomedes, enrabiat per la frustració, va tirar la seva llança contra Afrodita i se la va ferir a la mà. Escortada per Iris van anar fins on estava Ares, li van demanar els cavalls i van marxar cap a l'Olimp. Dione li va curar la ferida i la va consolar fent-li veure que els mortals tenien més a perdre, ja que arriscaven les seves vides lluitant contra els déus, i li va dir que no era la primera en una situació així, posant-li com a exemple altres ocasions en què els déus havien estat ferits pels mortals o altres éssers: Ares pels Aloïdes, Hera i Hades per Hèracles. Diomedes, després d'haver ferit a Afrodita es va haver d'enfrontar amb Apol·lo i Ares, però se'n va sortir i va viure fins a una edat avançada; però la seva esposa Aegialia, el va rebutjar, va tenir altres homes com a parella i no li va permetre tornar a Argos en acabar la guerra. Zeus també va a parlar amb Afrodita, a la qual anomena filla.
Hesíode
Dione no és esmentada per Hesíode quan parla sobre les titànides, però està present en la "Teogonia" com una de les oceànides, les filles d'Oceà i de Tetis.
Apol·lodor
A la "Biblioteca" del Pseudo-Apol·lodor Dione és considerada una de les titànides, filla de Gaia i Urà. Segons aquest text, Dione va ser una de les relacions adúlteres que va tenir Zeus i de la seva unió va néixer Afrodita.
Gai Juli Higí
En la genealogia que va escriure Higí en el segle i aC, sobre la base d'uns textos antics actualment perduts, es diu que Dione era filla de Gaia i Eter, però es creu que això podria ser un error de tipogràfic o de transcripció.
Hesiqui i Píndar
El gramàtic del segle v, Hesiqui d'Alexandria va definir Dione com la mare de Bacchus. De forma independent, Píndar, va coincidir en aquest aspecte.